# Palazzo Ducale (Guastalla)

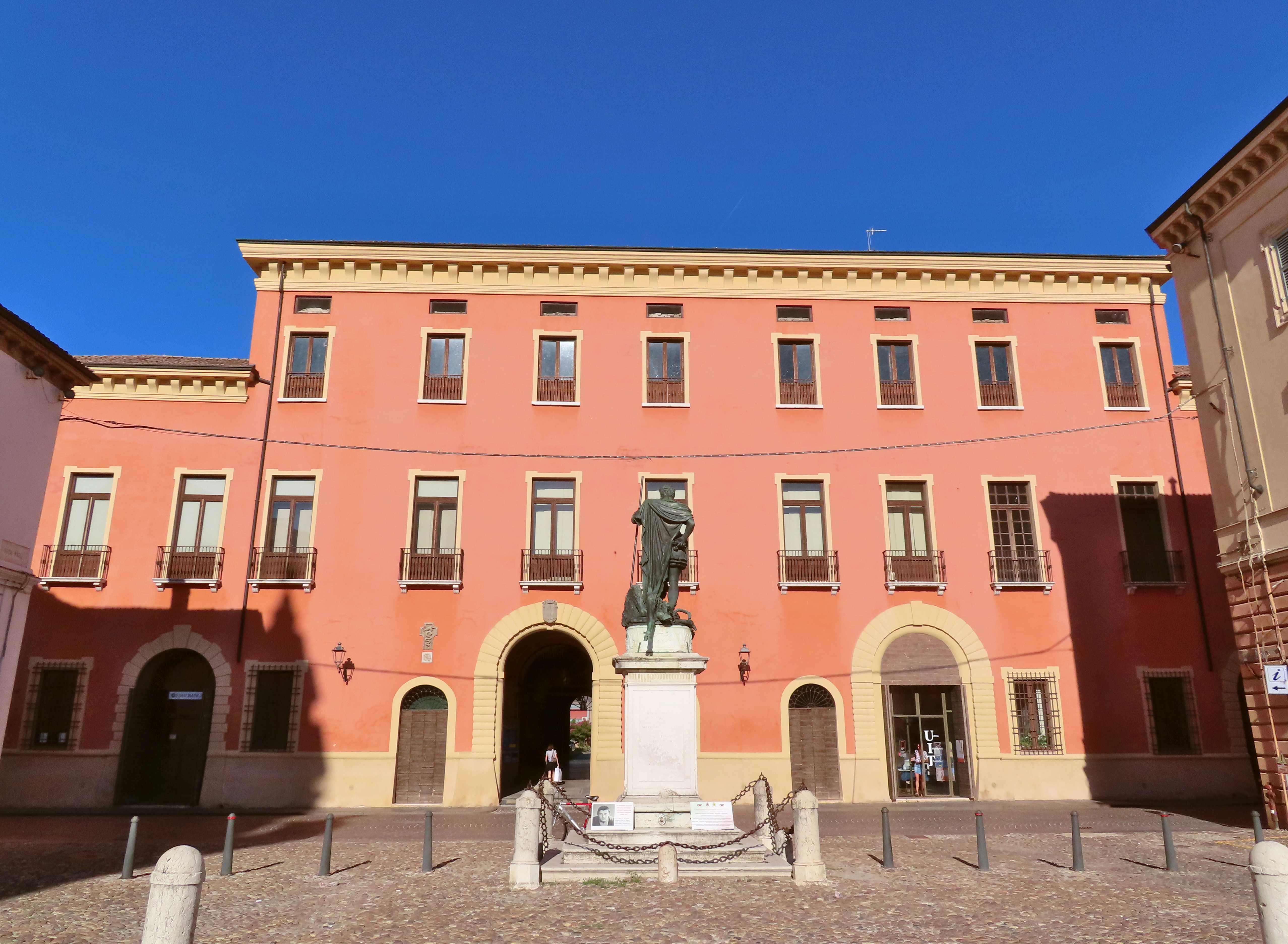
Palazzo Ducale in Guastalla

Der Palazzo Ducale (dt.: Herzoglicher Palast) ist ein Renaissancepalast in Guastalla in der italienischen Region Emilia-Romagna auf dem rechten Ufer des Po. Der Palast in der Via Gonzaga 16 ist Teil des Circuito Associazione dei Castelli del Ducato di Parma, Piacenza e Pontremoli.

## Geschichte

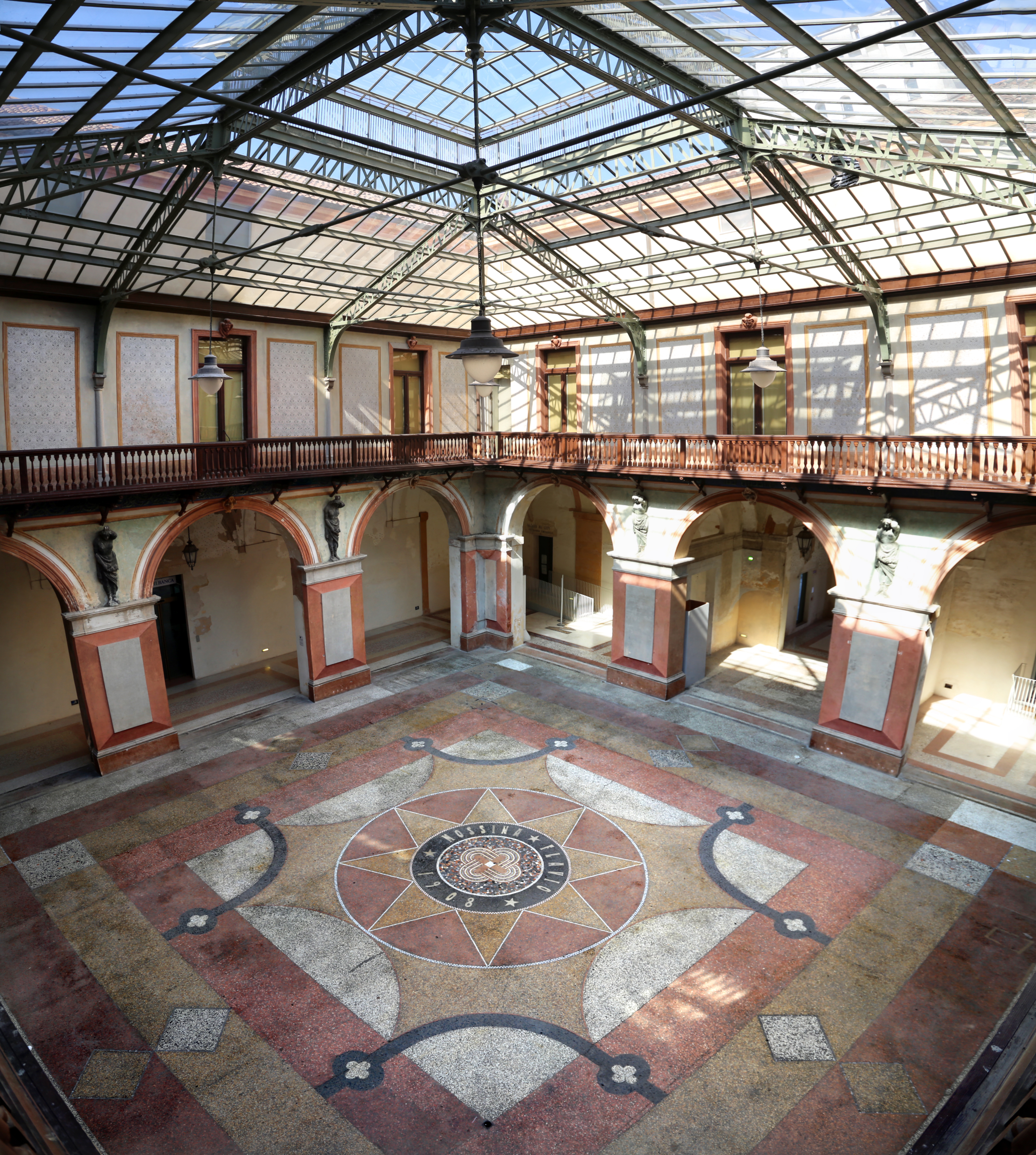
Innenhof

Der Palast wurde im 15. Jahrhundert anstelle des alten Palazzo dei Conti Torelli errichtet und im darauf folgenden Jahrhundert unter der Leitung von Francesco Capriani (Francesco da Volterra) im Auftrag des Grafen von Guastalla, Cesare I. Gonzaga, dem Erstgeborenen von Ferrante I. Gonzaga und Isabella di Capua, umgebaut.

### Heute
Der jahrelang vernachlässigte Palast beherbergt heute die Quadreria Maldotti, eine Sammlung von etwa 50 Gemälden, die aus der historischen Bibliothek Maldotti in Guastalla stammen. In einigen weiteren Sälen gibt es dagegen temporäre Ausstellungen.
Im Erdgeschoss des Palastes sind die Touristeninformation und das Atelier di Palazzo Ducale untergebracht.